# Filippus van Ravenna
Filippus van Ravenna (?, eind 11e eeuw - ?, 1134?), was een Duits of Italiaans geestelijke, die bisschop-elect was van Ravenna en daarna proost van het kapittel van Sint-Servaas in Maastricht en wellicht ook van het Lebuïnuskapittel in Deventer. Hij geldt als een trouwe aanhanger van keizer Hendrik V, van wie hij enige tijd kanselier was. Filippus speelde in 1118-19 korte tijd een rol in de investituurstrijd, het conflict tussen keizer Hendrik V en de pausen in Rome, dat pas met het Concordaat van Worms in 1122 werd beëindigd.

## Biografische schets
Over het leven van Filippus is weinig bekend. Volgens de overlevering was hij van Duitse komaf, wat in de 12e eeuw zou betekenen dat hij afkomstig was uit het noordelijk deel van het Heilige Roomse Rijk (inclusief de Nederlanden).

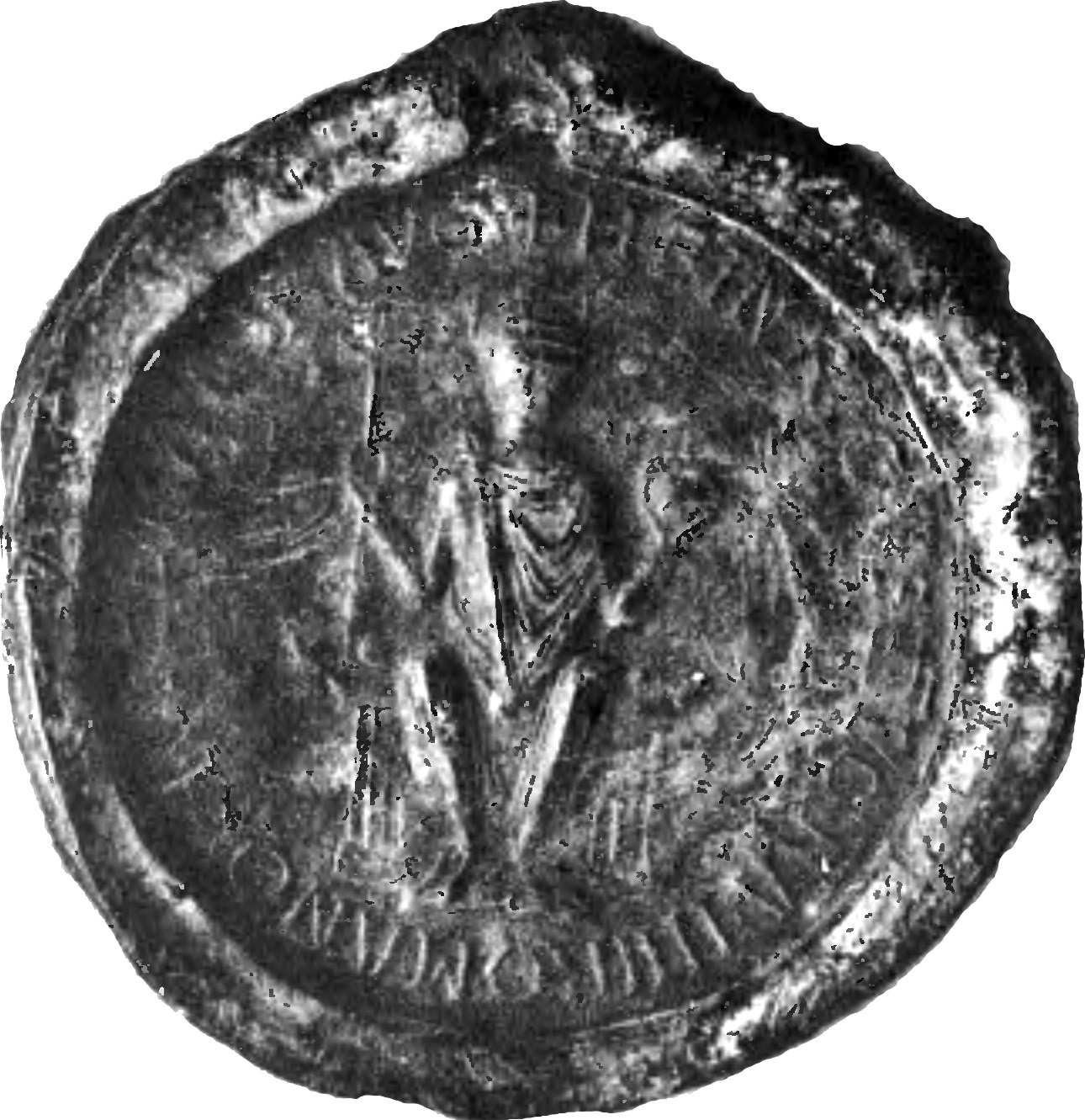
Zegel Hendrik V

In 1117 reisde Hendrik V, samen met zijn vrouw Mathilde van Engeland, naar Italië om daar zijn uitgestrekte bezittingen te bezoeken en zijn conflict met paus Paschalis II op te lossen. In Rome aangekomen, bleek de paus afwezig en werden ze ontvangen door zijn gezant, Maurice Bourdin, aartsbisschop van Braga. Deze liet zich door Hendrik overhalen om hem en zijn vrouw op  eerste Paasdag in de Sint-Pietersbasiliek tot keizer en keizerin te kronen. Bourdin werd daarop door de paus geëxcommuniceerd (Hendrik was dat al sinds 1112). In januari 1118 overleed Paschalis II. Zijn aanhangers kozen paus Gelasius II tot nieuwe paus, maar Hendrik benoemde Bourdin (tegenpaus Gregorius VIII). Beide pausen excommuniceerden elkaar en elkaars medestanders.
Filippus behoorde tot de keizerlijke partij in deze strijd en steunde Gregorius VIII. Tussen juni en september 1118 was hij verbonden aan de kanselarij van keizer Hendrik V in Italië. Voor zijn terugkeer naar Duitsland, benoemde Hendrik hem in september van dat jaar tot aartsbisschop van het Noord-Italiaanse Ravenna, destijds behorend tot de Italiaanse landen van het Heilige Roomse Rijk. Het kathedraalkapittel van Ravenna had echter enkele maanden eerder gekozen voor een pro-pauselijke kandidaat, Walter (Gualtiero), kanunnik van Santa Maria in Porto. Nadat deze in augustus 1118 voor zijn wijding tot aartsbisschop door paus Gelasius II naar Rome was gereisd, werd hij op de terugweg gevangengenomen door een bende huurlingen van de graaf van Tusculum, een schoonzoon van de keizer.
In november was Filippus als aartsbisschop-elect aanwezig op een vergadering onder voorzitterschap van keizerin Mathilde, om te beslissen over een geschil tussen de bisschop van Forlì en de benedictijner abdij van St. Maria Foris Portani Faenza. Gelasius II was nog geen jaar paus en werd in januari 1119 opgevolgd door paus Calixtus II. Deze excommuniceerde zowel Hendrik V als aartsbisschop-elect Filippus na mislukte onderhandelingen te Reims. Daarop zond Filippus' rivaal Walter steunbetuigingen aan de nieuwe paus vanuit zijn gevangenschap. Eind 1119, begin 1120 werd Walter bevrijd en keerde terug naar Ravenna. Filippus vluchtte naar Faenza, waar hij werd verwelkomd door de kanunniken van die stad, die daarop prompt werden geëxcommuniceerd. Na het sluiten van het Concordaat van Worms op 23 september 1122, gaf Filippus zijn aanspraken op de aartsbisschoppelijke zetel definitief op.
In de zomer van 1122 benoemde Hendrik V Filippus tot griffier van de keizerlijke kanselarij, in plaats van Bruno van Zollern. In hetzelfde jaar ontving hij het proostschap van het Sint-Servaaskapittel in Maastricht, een lucratieve post, die gedurende de gehele 12e eeuw verbonden zou blijven met het kanselierschap. Filippus' naam komt voor op een groot aantal keizerlijke aktes uit de periode 1122-25. Het laatste document betreft een 'diploma' van keizerin Mathilde van 26 mei 1125, uitgegeven drie dagen na de dood van Hendrik V.
Niet zeker is of Filippus tijdens zijn proostschap te Maastricht resideerde. Een op 31 maart 1125 in Luik uitgegeven akte is door hem als getuige en proost van Sint-Servaas ondertekend. In elk geval was hij niet lang proost. Door de Duitse historicus Joachim Deeters is gesuggereerd dat de proostenzetel in Maastricht van 1128-38 vacant bleef, evenals de post van kanselier. Dit zou verband houden met de wrijving tussen proost en kapittel over de inkomsten.
Mogelijk is Filippus identiek met de gelijknamige proost van Deventer in 1129-34. Het kapittel verbonden aan de Lebuïnuskerk aldaar (de voorganger van de huidige kerk) was een relatief klein kapittel met 20 prebenden. Later in de 12e eeuw waren nog twee Maastrichter proosten ook in Deventer proost (Gerard van Are Hochstaden en Lotharius van Are Hochstaden).
Na zijn dood was Filippus lange tijd vergeten. Pas in de 17e eeuw duikt zijn naam weer op in historiografische geschriften.

## Nalatenschap

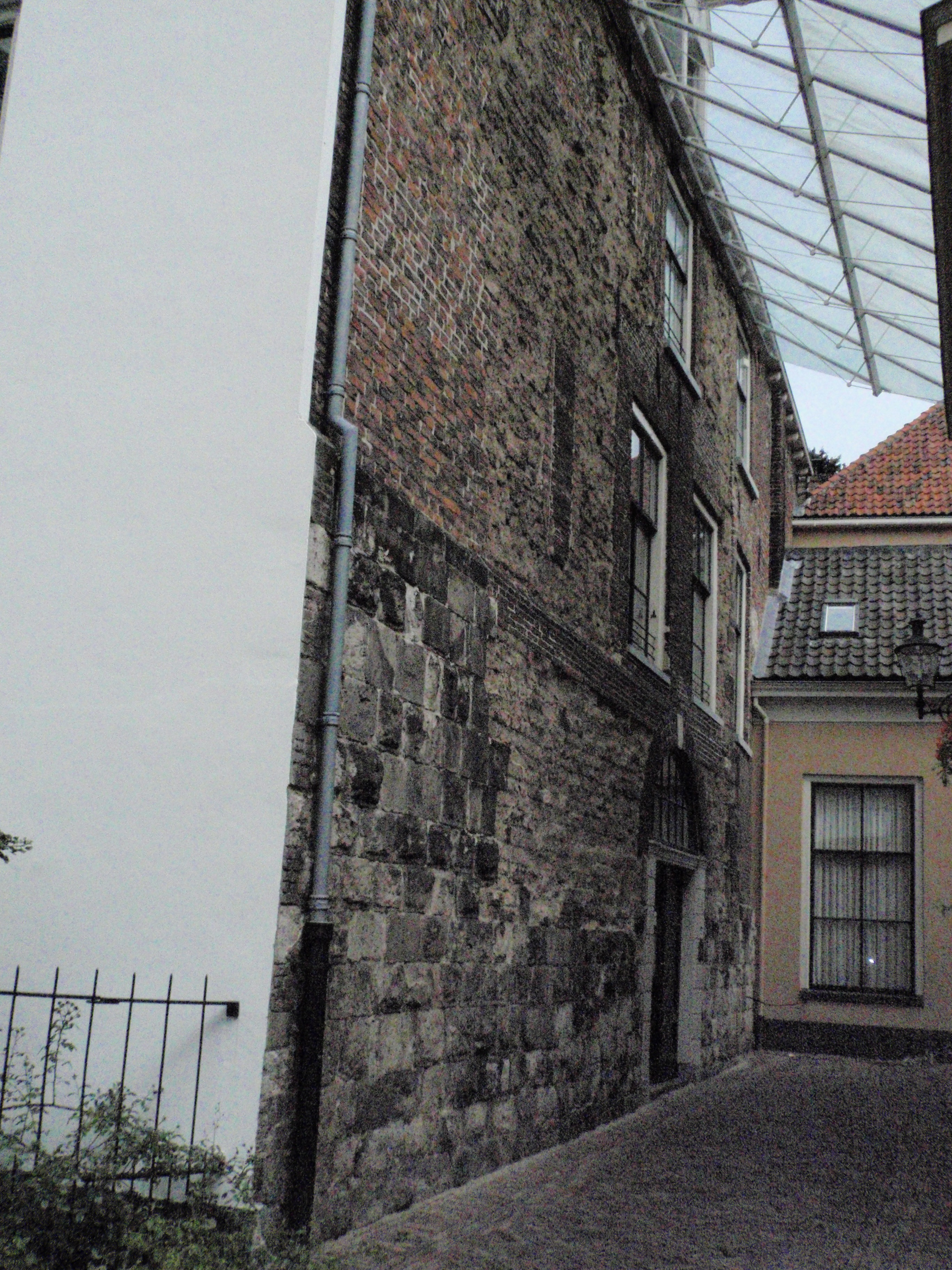
Muurrestant van de proosdij van Deventer

Filippus' proostschap in Maastricht viel tussen twee bloeiperiodes van het Sint-Servaaskapittel. Onder zijn 11e-eeuwse voorgangers Geldulfus en Humbertus was de Sint-Servaaskerk grotendeels vernieuwd. Na hem zouden de proosten Arnold II van Wied en Gerard van Are de kerk verrijken met een nieuw oostkoor en westwerk. De gebeeldhouwde reliëfs en kapitelen uit die tijd en de Noodkist van Sint-Servaas behoren tot de hoogtepunten van de Maaslandse kunst. Filippus' naam komt voor op een schenkingsakte uit 1125, waarbij Guda van Valkenburg, de weduwe van Thibald van Voeren, kort voor haar dood enkele bezittingen te Wittem en Meira (Mheer?) schonk aan de abdij van Sint-Jacob in Luik, waar ze eerder in het klooster was getreden en waar ze enkele maanden later zou worden begraven.
Als Filippus van Ravenna dezelfde Filippus is die omstreeks 1130 proost was van het Lebuïnuskapittel in Deventer, zou hij de opdrachtgever kunnen zijn geweest van de (ver)nieuwbouw van de proosdij van Deventer, die rond diezelfde tijd tot stand kwam.
Over Filippus' nalatenschap in Ravenna is niets bekend.